# Ravenshoe
Ravenshoe – miasto w Australii, w stanie Queensland.